# Tellervo joannisi
Tellervo joannisi är en fjärilsart som beskrevs av Abel Dufrane 1948. Tellervo joannisi ingår i släktet Tellervo och familjen praktfjärilar. Inga underarter finns listade i Catalogue of Life.